# Une chambre en Inde
Une Chambre en Inde est un spectacle de théâtre comprenant de la musique et de la danse créé collectivement le 5 novembre 2016 au Théâtre du Soleil, sis à La Cartoucherie de Vincennes, par la troupe dudit théâtre sous la direction d'Ariane Mnouchkine. Le texte a été en partie écrit par Hélène Cixous, la musique composée par Jean-Jacques Lemêtre et les scènes de théâtre indien dirigées par Kalaimamani Purisai Kannappa Sambandan Thambiran. Le spectacle, qui s'inspire en partie de l'épopée indienne du Mahabharata et du théâtre indien, a aussi été conçu comme une réponse théâtrale aux attentats du 13 novembre 2015 en France. Il aborde d'autres sujets sérieux comme la condition des femmes en Inde et dans le monde, la guerre en Syrie et l'utilité du théâtre, mais opte pour un registre à dominante comique tout en jouant sur de fréquents changements de ton.

## Résumé
Une troupe de théâtre effectue un séjour dans une petite ville du sud de l'Inde, où elle est logée dans une vaste maison d'hôtes, afin de préparer un nouveau spectacle à la demande de Nicolas Carré, directeur de l'Alliance française, qui a péniblement rassemblé un budget confortable à cette fin. Mais le chef de la troupe, monsieur Lear, quitte brusquement le théâtre pour devenir gourou, déchire son passeport et se fait arrêter par la police locale après être grimpé nu sur la statue du Mahatma Gandhi en proférant des paroles impies. En l'absence de monsieur Lear, c'est son assistante Cornélia, totalement inexpérimentée, qui va devoir concevoir le prochain spectacle, ce qui inquiète beaucoup la troupe et suscite la jalousie d'une de ses principales actrices. Cornélia n'a pas la moindre idée ni la moindre vision, et le seul conseil qu'elle aurait pu recevoir, sous la forme d'un long message vocal, s'avère inaudible à cause des crachotis du mauvais enregistrement, à l'exception de la phrase « et, bien sûr, les femmes ». La nuit venue, Cornélia essaie de dormir en espérant que la nuit lui permettra de trouver une idée crédible. Mais elle ne cesse d'être tourmentée par des cauchemars et des apparitions rêvées ou bien réelles, où se côtoient en vrac les souvenirs des actualités anxiogènes sur les attentats en France et la guerre civile syrienne, les conversations récentes avec son hôtesse, madame Murti, sur les conditions de vie préoccupantes des femmes en Inde et l'ascension du parti nationaliste du BJP, ainsi que les multiples personnes de passage et les coups de fil bien réels de son administratrice Astrid, qui l'appelle depuis la France en pleine nuit en raison du décalage horaire.
Au fil des réveils en sursaut et des allées et venues, Cornélia patauge de sujet d'inquiétude en sujet de panique mais, peu à peu, quelque chose commence à s'ébaucher. Elle s'appuie en partie sur les dernières lubies de monsieur Lear, qui s'intéressait au théâtre Nô japonais et ne s'exprime d'ailleurs plus qu'en japonais. Elle a aussi des apparitions de personnages relevant d'une forme méconnue de théâtre populaire tamoul de basse caste, le Terukkuttu, qui met en scène des variantes d'épisodes du Mahabharata. Elle en vient ainsi à s'intéresser à deux épisodes spécifiques. Le premier est l'humiliation et la tentative de viol dont se sont rendus coupables deux frères Kaurava, Duryodhana et Dushasana, contre Draupadi, épouse de leurs ennemis jurés les cinq Pandava ; cette tentative échoue grâce à la vaillance de Draupadi et à l'intervention de Krishna. Le deuxième épisode, évoqué vers la fin de la pièce, est formé par les plaintes de Ponnourouvi, l'épouse de Karna, avant le départ de ce dernier pour la guerre. Cornélia reçoit aussi les visites oniriques de William Shakespeare (accompagné de son petit page) et d'Anton Tchekhov. 

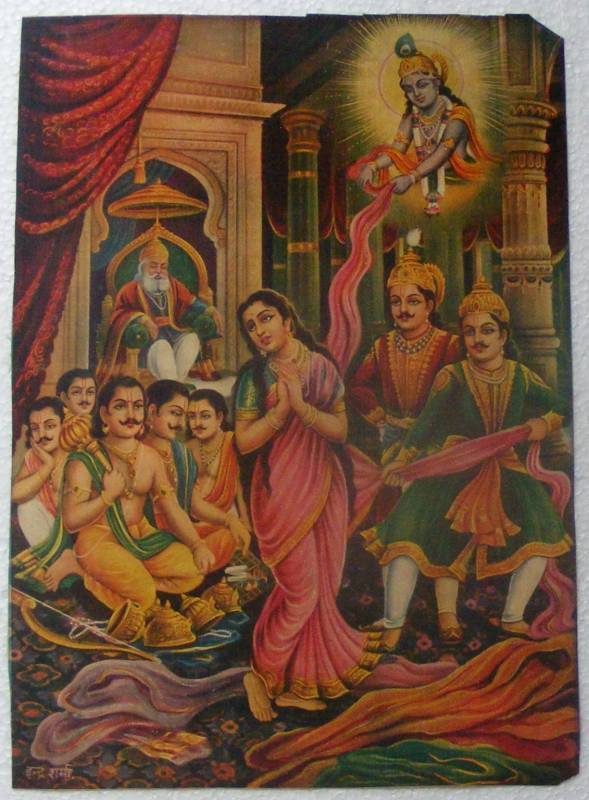
Illustration indienne des années 1940 montrant la tentative de déshabillage de Draupadi.

Plusieurs comédiens et membres de la troupe viennent sur scène ou rendent visite à Cornélia. La comédienne Cassandre l'effraie avec ses visions apocalyptiques induites par la drogue. Yacine, le stagiaire en réinsertion, intéresse Cornélia qui espère qu'étant d'origine algérienne, il a une histoire familiale tourmentée, mais en réalité ses parents ont eu une vie routinière tandis que lui-même n'a pas connu l'Algérie puisqu'il est né à Caen. Saad, le comédien irakien, exprime sa colère contre Daech qui ravage son pays déjà mal en point après les interventions américaines. Au fil des rencontres avec le personnel de la maison d'hôtes et les voisins, Cornélia en apprend davantage sur l'histoire de madame Sita Murti et sur son parcours difficile qui l'a confrontée à la tyrannie de son frère avant de lui permettre de devenir enfin propriétaire de la maison d'hôtes. Rani, la servante, est menacée d'un mariage forcé par son père qui espère en tirer de l'argent. Jayaraj, le balayeur un peu fou, fait diverses apparitions fantasques, de même que deux singes entrés par une fenêtre. Pendant ce temps, Nicolas Carré doit faire face à son rival de toujours, le redoutable monsieur Dallègre, qui le dénigre auprès de ses supérieurs et le fait muter à Kaboul.
Cornélia tâtonne : hantée par l'actualité des guerres et des attentats, elle veut absolument en parler, mais comment, sur quel ton ? Shakespeare lui adresse un conseil : « Moquez-vous des méchants ! ». Cornélia tente alors plusieurs scènettes comiques. Dans la première, un groupe de sept talibans envoie de jeunes terroristes se faire sauter à l'autre bout de la scène et se dispute en anglais autour du téléphone portable qui doit déclencher l'explosion, sans arriver à comprendre correctement le numéro de téléphone. Dans une seconde scènette, des extrémistes de Daech essaient de tourner un film de propagande en anglais montrant une exécution de femme impie dans le désert sur fond de musique de Lawrence d'Arabie. Le narrateur fait toutes sortes de lapsus qui reviennent à encourager le sexe au lieu de l'interdire, jusqu'au moment où la supposée victime, excédée, lui fait inverser les rôles et finit par tuer toute la bande à coups de revolver. Pendant ce temps, monsieur Lear se retrouve dans la voiture de Ravi Lookatmepur, un riche mécène qui s'intéresse au Terukkuttu. Lorsqu'ils croisent par hasard S.S. Loganathan, un mafieux du BJP, ce dernier nie toute utilité au théâtre et monsieur Lear le tue d'un coup de katana. Dans une autre scène au ton cette fois grave, Cornélia et l'un des comédiens mettent en scène un fait divers à propos d'une troupe de théâtre syrienne qui persiste à répéter une pièce de Shakespeare à Alep pendant la guerre.
La scène finale reprend un discours de Charlie Chaplin dans le film Le Dictateur.

## Personnages
- La troupe de théâtre de monsieur Lear :
  - Cornélia, l'assistante
  - Astrid, l'administratrice (entendue au téléphone)
  - Constantin Lear, le directeur
  - Giuliano, un comédien
  - Cassandre, une comédienne
  - Clara, une comédienne
  - Jean-Paul, un comédien
  - Saad, le comédien irakien
  - Étienne, un comédien
  - Yacine, le stagiaire en réinsertion
  - Emese, la stagiaire hongroise
  - Rémy, un comédien
  - Amélie, une comédienne
- La représentation française :
  - Nicolas Carré, directeur de l'Alliance française
  - L'inspecteur Dallègre
- La maison d'hôtes en Inde :
  - Madame Sita Murti, la propriétaire
  - Jayaraj, le Fou
  - Gopal, le gardien de nuit
  - Rani, la servante
  - Le père de Rani
  - Trois serviteurs
- La petite ville :
  - Lieutenant Ganesh-Ganesh
  - Kanaan, son second
  - Salim, le rickshawallah de Madame Murti
  - S.S. Loganathan, un mafieux du BJP, parti nationaliste hindou
  - Cinq hommes de main de S.S. Loganathan
  - Ravi Lookatmepur, le maharajah mécène
  - Le rickshawallah de Ravi Lookatmepur
  - Le proxénète
  - L'homme de main du proxénète
- Les visitations (apparitions nocturnes)
  - Lear et Cordélia
  - Les deux Singes
  - Le Porteur de Nouvelles
  - William Shakespeare
  - Son petit page
  - Le Faune
  - Les Sept Talibans
  - Les terroristes tournant le cinéma du désert
  - La petite vache blanche
  - Onze Pakistanais
  - Le Mahatma Gandhi
  - Le souvenir de Ravinder Singh, le jeune amant de madame Murti
  - Le frère de Madame Murti
  - Les hommes de main du frère de Madame Murti
  - Cinq (je crois) émirs d'Arabie saoudite
  - Quatre membres du gouvernement islandais
  - Neuf Syriens, la plupart acteurs
  - Anton Tchekov
  - Irina, Macha et Olga, accompagnant Techekov
  - Le Revenant
  - Les accompagnateurs du Revenant
- Le théâtre terukkuttu :
  - Les cinq Pandava, figures de terukkuttu
  - Duryodhana, Kaurava figure de terukkuttu
  - Dushasana, Kaurava frère de Duryodhana, figure de terukkuttu
  - Draupadi, héroïne, figure de terukkuttu
  - Le dieu Krishna, figure de terukkuttu
  - Karna, figure de terukkuttu
  - Ponnourouvi, épouse de Karna, figure de terukkuttu
  - Les musiciens et chanteurs, au nombre de neuf
  - Les deux Katyakarans (appelés « Veilleurs »), intermédiaires entre les figures et le public
  - À l'entrée du théâtre, The Grand Bazar Police Security Brigade, chargée d'accueillir le public du théâtre.

## Élaboration du spectacle
Le spectacle commence à être élaboré fin 2015 pendant un séjour du Théâtre du Soleil en Inde, à Pondichéry, effectué en collaboration avec l'Institut français en Inde et l'Alliance française de Pondichéry.

Les attentats du 13 novembre 2015 en France se produisent alors que l'organisation du séjour touche à sa fin. Ariane Mnouchkine traverse alors une période de doute et de remise en question : elle se demande s'il est toujours légitime de partir en Inde plutôt que de rester en France pour commenter les événements. Elle décide cependant de poursuivre le projet mais en le réorientant, le séjour en Inde devenant un moyen de prendre du recul et de puiser à des sources d'inspirations variées pour rechercher un moyen théâtral de parler de ces événements qui lui ont paru relever de l'« impensable ». Elle pose la question : 

« Comment aujourd’hui raconter le chaos d’un monde devenu incompréhensible ? Comment raconter ce chaos sans y prendre part, c’est-à-dire sans rajouter du chaos au chaos, de la tristesse à la tristesse, du chagrin au chagrin, du mal au mal ? »

 

Le séjour en Inde s'avère finalement un moyen efficace d'encourager la création collective du spectacle. Ariane Mnouchkine découvre à ce moment plus en détail le theru koothu, un genre théâtral traditionnel tamoul, cousin du kathakali mais plus populaire et joué en général par des membres des basses castes. La vitalité et la liberté de ce théâtre frappent Mnouchkine et l'amènent à y puiser la force de résister à son ébahissement devant l'impensable, pour rappeler la force du théâtre. Elle et sa troupe prennent finalement le parti du comique : 

« Nous voulons rire de nous-mêmes, rire de nos échecs et rire de nos peurs, ce qui ne veut pas dire en nier la légitimité. »
Elle estime rétrospectivement que ce spectacle est « le spectacle le plus difficile qu’on ait jamais fait » car « le comique est plus ardu à exercer que le tragique […] Finalement, c’est du tragique qui se déguise et qui fait rire. »

## Accueil critique
Dans l'hebdomadaire culturel Télérama, Emmanuelle Bouchez estime que « la capitaine du Théâtre du Soleil parle politique, tout en réussissant une comédie savoureuse », qu'elle rapproche des procédés de farce mordants de Molière, habile à montrer les ridicules des hommes ; elle apprécie également la capacité du spectacle à réaffirmer la « confiance dans l'art du théâtre et sa valeur universelle ».
Dans Le Monde, Fabienne Darge estime que cette nouvelle création « voit le Soleil revenir en grande forme » avec « un spectacle plein de surprises » qui forme une « épopée allègre où [Ariane Mnouchkine] revisite l’ensemble de ses recherches et de ses amours théâtrales. »

Dans Libération, Anne Diatkine signe une critique très favorable dans laquelle elle estime que : 

« tout le génie de ce dernier spectacle construit par la troupe du Théâtre du Soleil tient dans sa manière de poser des questions absolument directes, de ne jamais se cacher derrière une complexité d’apparat, d’être ouvert au plus grand nombre. »

Selon elle, le spectacle aborde des thèmes multiples sans que le résultat soit jamais « ni accumulatif ni théorique » car tout passe par les ressorts du théâtre plutôt que par un discours.
Dans le quotidien chrétien La Croix, Didier Méreuze voit dans Une chambre en Inde « un spectacle grave et joyeux, au service de la vie ». Il précise que le début du spectacle « peut dérouter dans un premier temps » puisqu'il est « construit sur le modèle du montage cinématographique » mais que sa logique apparaît peu à peu, « celle de la défense et illustration d’un théâtre de fête et combat contre l’inespoir, la soumission au réel. »

Dans une critique parue dans la revue European Stages, Marvin Carlson, professeur de théâtre à New York, reproche à l'œuvre son caractère très épisodique qui devient décousu dans la seconde moitié, de sorte que l'ensemble aurait gagné selon lui à être raccourci. Il apprécie les scènes du Mahabharata présentées en terukkuttu, mais les trouve répétitives et trop longues. Les scènes faisant la satire des terroristes font partie selon lui des passages les plus réussis de la pièce, mais il dit avoir été gêné par la représentation des islamistes sous la seule apparence de barbus sauvages et ignorants à la gâchette facile. Il estime en conclusion que : 

« [le spectacle comporte encore] une part à la fois d'orientalisme et de racisme qui, en dépit de sa dévotion à des causes progressistes couplées à ses mises en scène théâtrales éblouissantes, a longtemps fait partie de la tradition du Théâtre du Soleil,. »